# パトテロ・センティメンタル
『パトテロ・センティメンタル』（Patotero sentimental）は、マヌエル・ホベス（Manuel Jovés）作曲のタンゴ。

## 概要
1922年発表。パトテロとは、不良少年のことで、「感傷のパトテロ」という意味。
マヌエル・ロメロ（Manuel Romero）の歌詞がついている。イグナシオ・コルシーニ（Ignacio Corsini）の歌で人気が出た。カルロス・ガルデルのレコード録音が、よく聴かれる。YouTubeに、カルロス・ガルデルの録音のも含め、いくらかアップロードされている。